# 一瀬直行
一瀬 直行（いちのせ なおゆき、1904年2月27日-1978年11月14日）は、日本の詩人、小説家。
東京府東京市浅草区浅草吉野町一丁目（現在の東京都台東区今戸一丁目）生まれ。大正大学中退。在学中より詩作を発表。1938年「隣家の人々」で第7回芥川賞候補。

## 著書
- 都会の雲  曙光詩社 1926
- 蜘蛛 詩集 獅子発行所 1929 (獅子叢書)
- 彼女とゴミ箱 浅草文学 交蘭社 1931
- 隣家の人々 竹村書房 1939
- 生活の表情 報国社 1940
- 六區の女 春陽堂 1940.2
- 小さな世相  報国社 1941
- 心の窓  桜木書房 1943
- 浅草物語 パトリア 1957
- ゲイ・ボーイ  パトリア 1958
- 子供の世界と大人の世界 パトリア 1958
- 日本の寓話（編）宝文館 1960
- 山谷の女たち 世界文庫 1964
- 浅草綺譚 世界文庫 1964 (新書)
- 黒い流れ 世界文庫 1965 (新書)
- 日本昔話考 鷺の宮書房 1966
- 随筆・浅草 世界文庫, 1966
- 自選創作集　全5巻 世界文庫 1969-76
- 浅草走馬燈 光風社書店 1978.4